# Doğanşar
Doğanşar là một huyện thuộc tỉnh Sivas, Thổ Nhĩ Kỳ. Huyện có diện tích 198 km² và dân số thời điểm năm 2007 là 3346 người, mật độ 17 người/km².